# Pargolovo
Pargolovo (Парголово) é um assentamento municipal no distrito Vyborgsky de São Petersburgo, na Rússia. Até o final do século 20, era o subúrbio do norte da cidade. O nome deriva de Parkola, um ponto de vista careliano. Sua população em 2010 era 15.852.
Pargolovo era um assento familiar da linha secundária dos Condes Shuvalov, começando com o Conde Pedro Ivanovich Shuvalov(1711-1762) que recebeu Pargolovo da Imperatriz Elizabeth Petrovna em 1746. Seu palácio barroco foi reconstruído por Stepan Krichinsky (1874-1923) no estilo neoclássico a último proprietária, Condessa Elizabeth Andeevna shuvalova. Um palácio menor, desenhado por Harald Julius von Bosse, data de meados do século XIX. 
O Parque Shuvalov também contém uma rede de lagoas antigas; A Dacha amarela, uma pousada de madeira desenhada por Maximilian Messmacher para sua própria família; A colina do Parnassus, que costumava oferecer vistas do centro da capital e a Igreja dos São Pedro e paulo, construída na década de 1840 no estilo neogótico por Alexander Brullov.  Foi nessa igreja que Nikolai Rimsky-Korsakov casou-se com Nadezhda Purgold em 1872.
Apenas a oeste de Pargolovo encontra-se o Cemitério do Norte, o segundo maior em São Petersburgo. Foi estabelecido em 1874. Os enterros notáveis incluem Georgy Gapon (1906), Vasily Vereshchagin (1909), Vladimir Propp (1970), Miguel Artamonov (1972), Alexander Belov (1978), Sergey Filippov (1990).

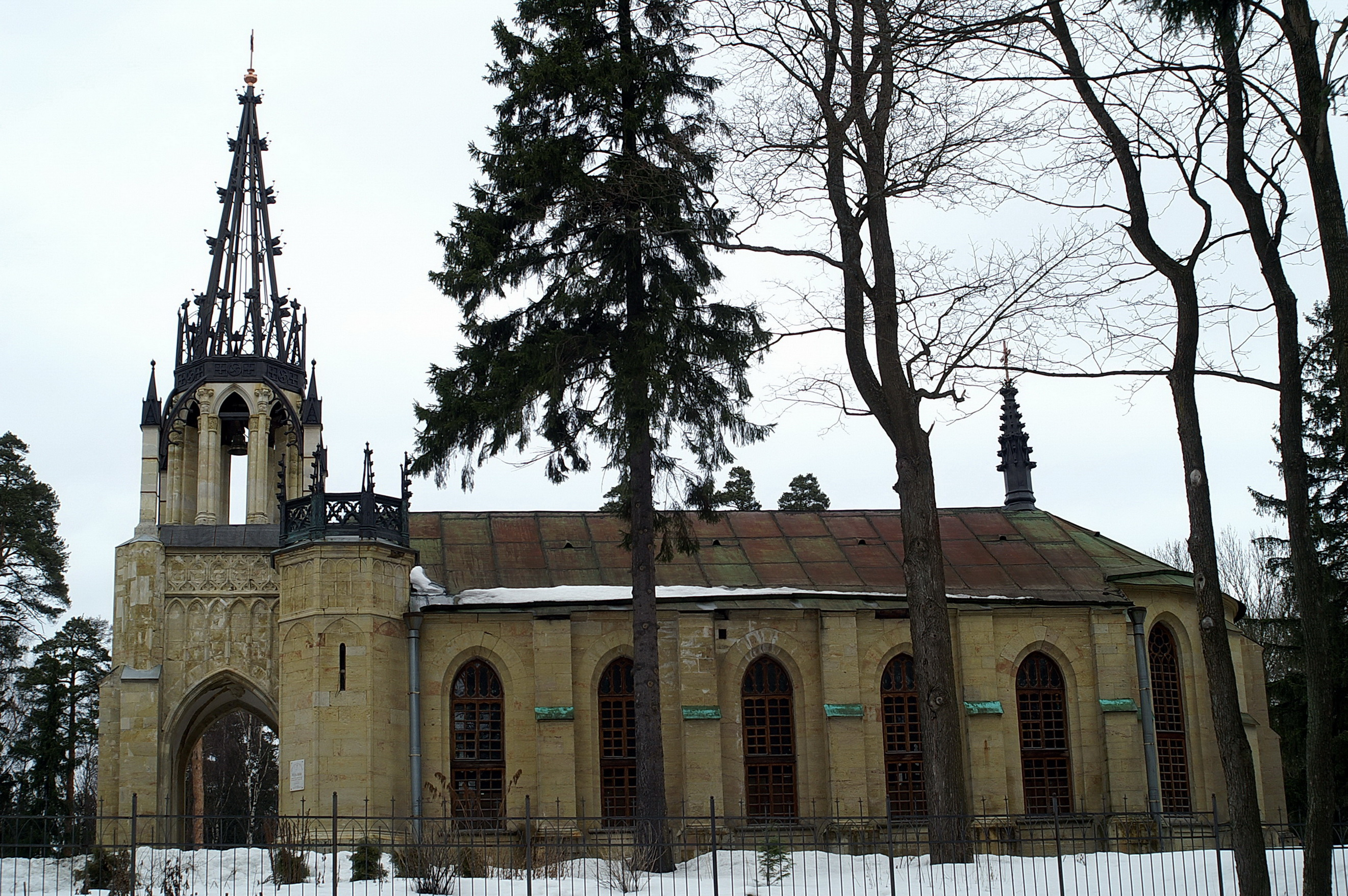
A igreja de São Pedro e Paulo, econstruída no estilo neogótico em 1840

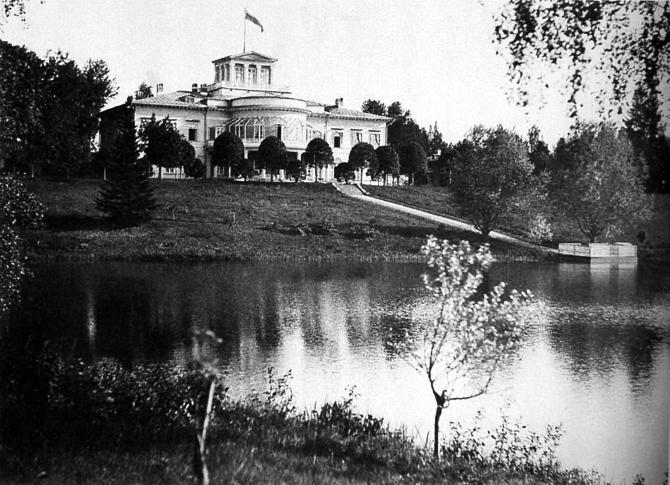
O Palácio Lopukhin-Vyazemsky, finalizado em 1830

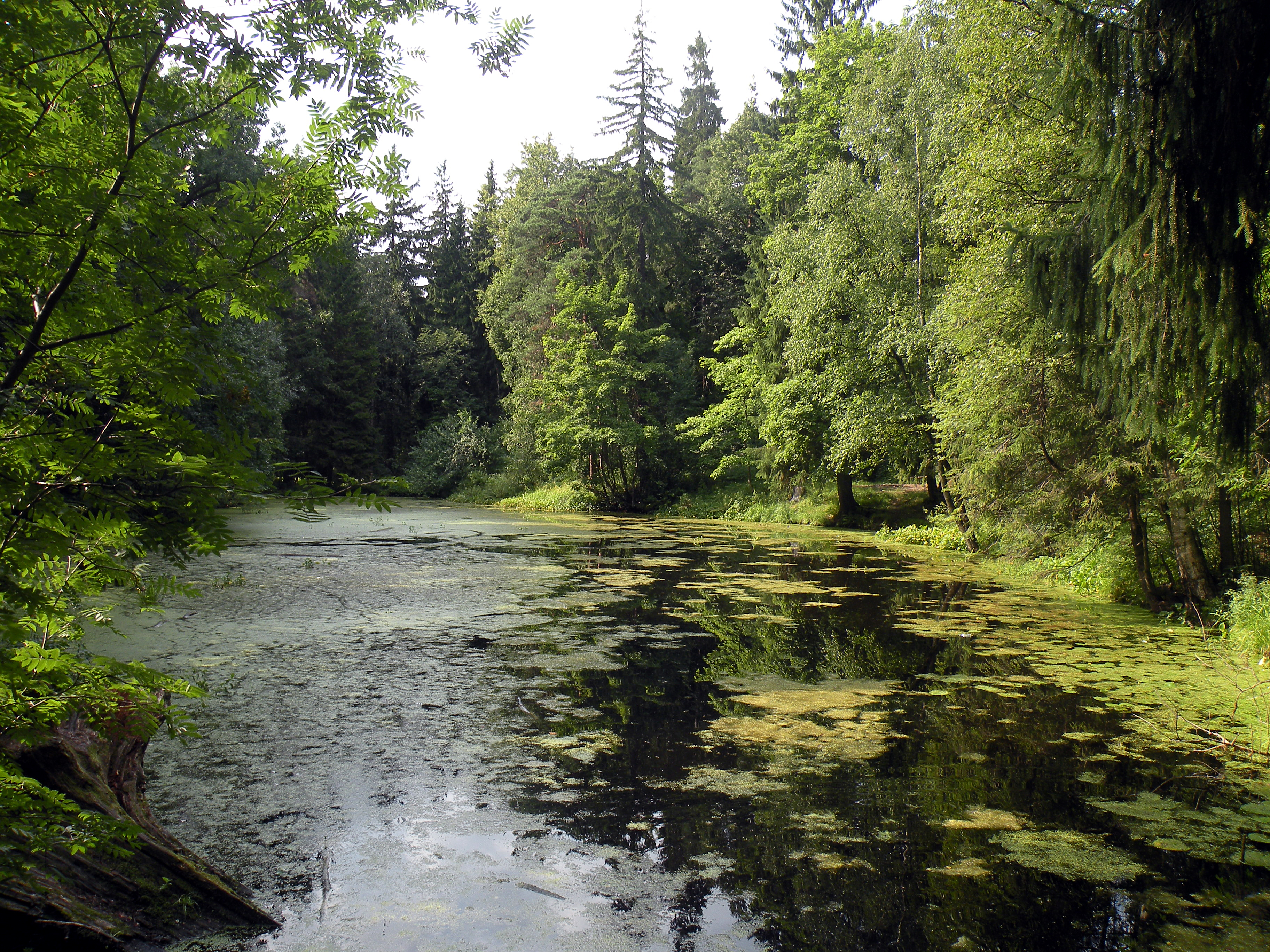
Antiga lagoa em Pargolovo

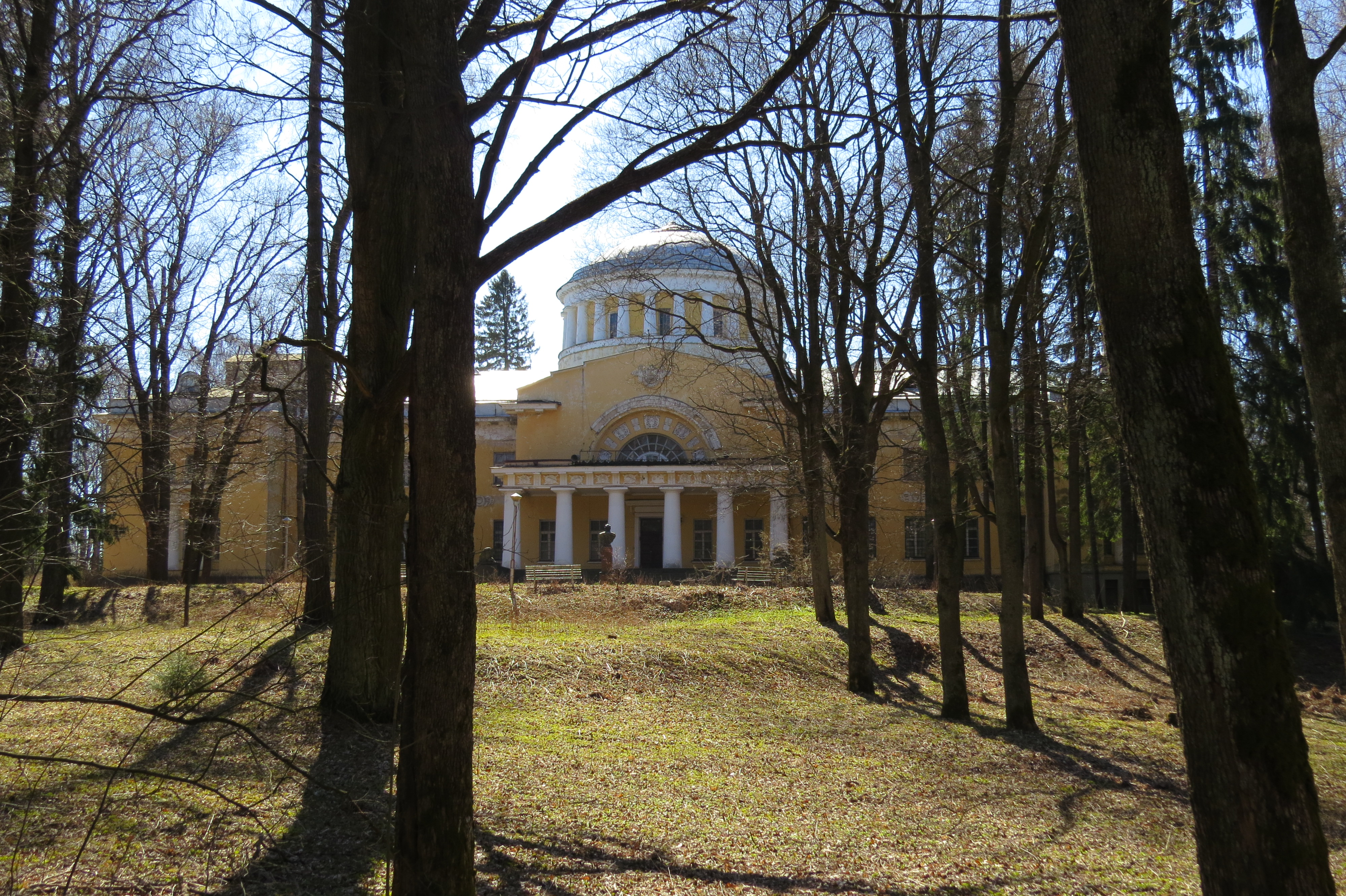
Palácio Vorontsov-Dashkov em Pargolovo, a construção durou de 1912 até 1915

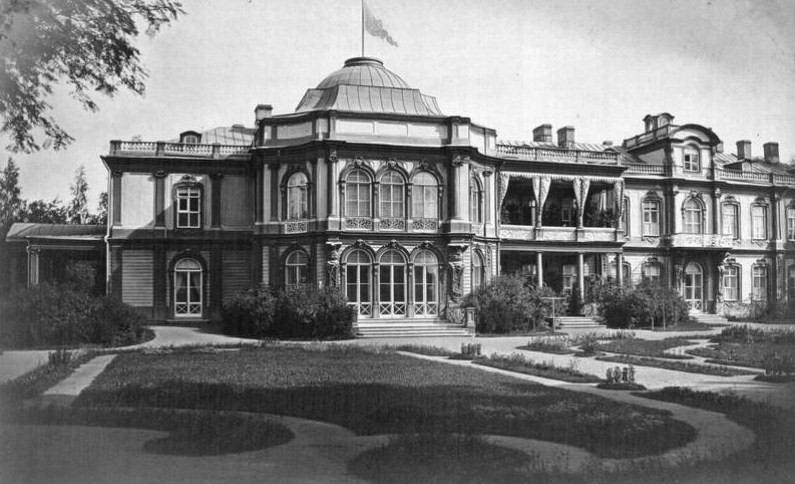
O pequeno palácio desenhado por Harald Julius von Bosse na metade do século XIX

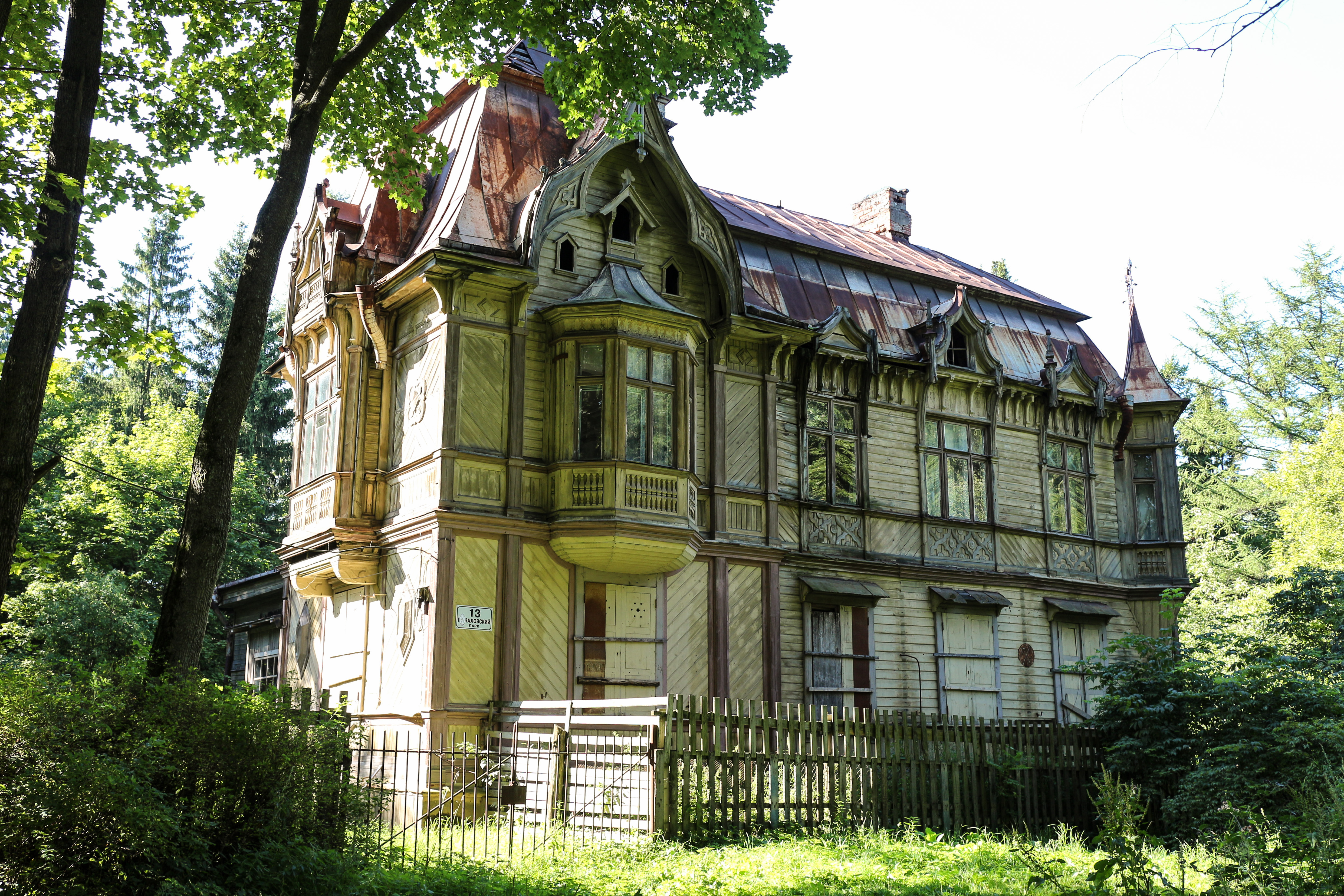
A Mansão Messmacher construída em 1902 para Jorge Messmacher